# نايت بيرد
جين كريستين مارشوسكي (29 ديسمبر 1990 - 19 فبراير 2022)، والمعروفة باسم «Nightbirde»، هي مغنية وكاتبة أغاني أمريكية. وكانت جين مارشوسكي قد تقدمت إلى برنامج  «America's Got Talent» أثناء إصابتها بمرض السرطان، وكانت تطلق على نفسها اسم «نايت بيرد»، وقد استطاعت المغنية شدّ انتباه الجمهور بعد أدائها المميز لأغنيتها «كل شيء على ما يرام». وأثناء الأداء، اكتشف أعضاء التحكيم قصتها الملهمة ومكافحتها للشفاء من السرطان المنتشر في رئتيها وعمودها الفقري وكبدها. وقد أُعجب الحكم سيمون كويل بإيجابيها وعزمها وتأثر بجملتها: «لا يمكنك الانتظار حتى تصبح الحياة أسهل لتقرر أن تكون سعيداً». وتقديراً لموهبتها المميزة ولمعاناتها مع المرض، منحها كويل «الباز الذهبي» لتتأهل بذلك إلى الجولة التالية من المنافسة.

## النشأة والتعليم
ولدت في 29 ديسمبر 1990 ونشأت في زانيسفيل (أوهايو). كان لديها ثلاثة أشقاء، وبدأت في تأليف الأغاني في سن السادسة، عندما ساعدت والدتها على إنهاء كلمات أغنية. بصفتها شابة مسيحية،  تطوعت وشاركت في العديد من الخدمات الكنسية. تخرجت عام 2009 من أكاديمية Licking County Christian Academy، وتخرجت من جامعة ليبرتي  (حيث درست الاتصالات) بدرجة تسويق.

## وفاتها
توفيت يوم 19 فبراير 2022 في سان كليمينتي (كاليفورنيا)، بعد صراع مع مرض السرطان استمر لمدة 4 سنوات، عن عمر يناهز 31 عاما.

## روابط خارجية
- نايت بيرد التسجيلات من ديسكاغز.كوم
- نايت بيرد في قاعدة بيانات الأفلام على الإنترنت